# Heinz Levié

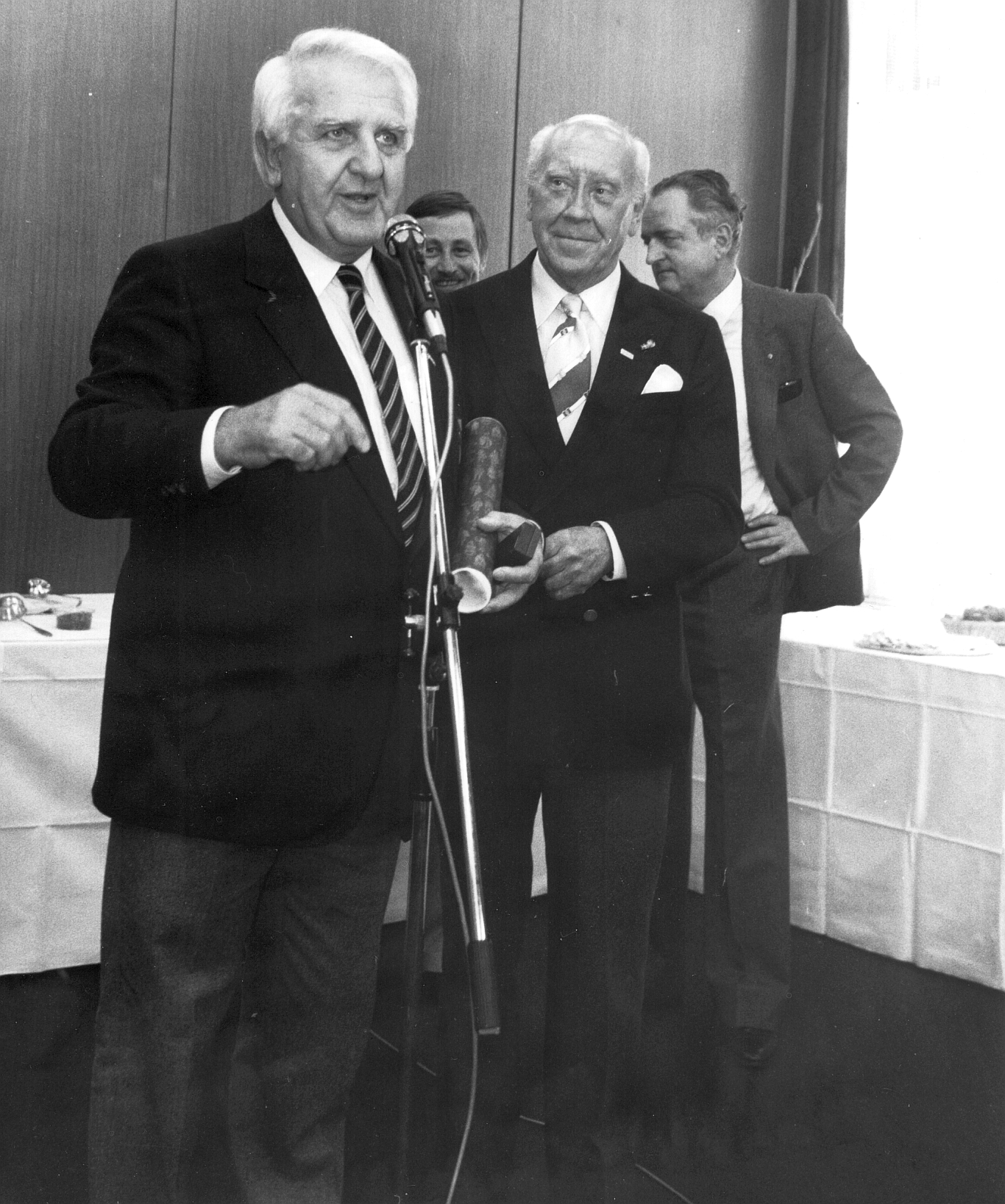
Heinz Levié auf der Frankfurter Pelzmesse 1982 (vorn rechts)

Heinz Levié (* 19. Januar 1910 in Hofgeismar; † 22. Oktober 1983 in Nürnberg) war ein deutscher Jurist und Politiker. Von 1946 bis 1949 war er Bürgermeister von Nürnberg. Als Rauchwarenkaufmann war er Mitinhaber der Fränkischen Pelzindustrie Märkle & Co, später Marco Pelzveredelungs GmbH, Fürth.

## Werdegang
Heinz Levié wurde am 19. Januar 1910 in Hofgeismar als Sohn eines Richters geboren. Seine Jugend verlebte er in Herzberg (Elster). Am Humanistischen Gymnasium in Luckau in der Niederlausitz machte er sein Abitur und begann anschließend mit dem Studium der Rechtswissenschaften, im Alter von 21 Jahren legte er die Referendarprüfung am Oberlandesgericht Naumburg ab, 1931 promovierte er an der Universität Leipzig zum Doktor der Rechte. Als so genannter Halbjude, sein Vater war Jude, beendeten die Nürnberger Rassegesetze die Staatsdienstkarriere des Einser-Juristen. Heinz Levié bekannte sich zur christlichen Glaubensgemeinschaft. Nachdem ihm der Staatsdienst verschlossen war, trat er eine Stelle als Privatsekretär beim Inhaber des Verlagshauses B. G. Teubner an. In jener Zeit erlitt Levié, ein Liebhaber schneller Autos, einen schweren Unfall, bei dem er einen Schädelbasisbruch, Jochbein-, Kiefer-, Fuß- und Rippenbrüche erlitt. 1936 heiratete er in Leipzig die Tochter des auf Fuchsfelle spezialisierten Rauchwarenhändlers Lambro Nantzou. Bei der Gestapo denunziert, wurde er 1940 verhaftet, vom Sondergericht Leipzig zu einer hohen Zuchthausstrafe verurteilt und ins Zuchthaus Waldheim gebracht.
Eine im Zuchthaus erlittene Erkrankung an Lungentuberkulose rettete ihn vermutlich vor dem Transport in die Gaskammer. Um seine Genesung bemühte sich vor allem der Chefarzt der dem Zuchthaus benachbarten Lungenheilstätte, Dr. Jochen Gräf, der Vater des Leiters der Frankfurter Filiale seiner künftigen Rauchwarenfirma Marco. Nach der Heilung versteckte er ihn vor der Gestapo, bis Levié im April 1945 von amerikanischen Truppen befreit wurde.
1946 machten ihn die Amerikaner zum Polizeichef von Leipzig. Warum die Wahl auf ihn fiel, ist nicht genau bekannt; er übte diese Funktion auch nur kurze Zeit aus. Vor der Besetzung Leipzigs durch die Russen belud er sein Auto mit einigen Pelzen und fuhr in den Westen. Auf dem Weg zur Lungenheilstätte in den bayrischen Bergen stoppten ihn die Amerikaner, und „nach einigen theaterreifen Konfusionen“ ernannten sie ihn zum Ersten Bürgermeister von Nürnberg. Diese Position übte er drei Jahre lang aus.
Im Jahr zuvor beteiligte er sich an dem später als Fränkische Pelzindustrie Marco GmbH firmierenden alten Pelzhandels- und Pelzveredlungsunternehmen Märkle & Co. Neben seiner Tätigkeit für die Firma engagierte er sich besonderes in der Öffentlichkeitsarbeit und für die Gesamtinteressen des Rauchwarenverbands. Durch seine Mitinitiative wurde 1952 die erste Fachklasse für Kürschnerlehrlinge in Fürth eingerichtet. 1970 erhielt er den Bayerischen Verdienstorden und 1973 das Bundesverdienstkreuz 1. Klasse.
Im Oktober 1983 musste die gemeinsame Firma Konkurs anmelden, nach Meinung der Banken hätte er „viel früher und viel brutaler sehr viel mehr Leute entlassen müssen“. Am Tag nach der letzten, hoffnungslosen Lagebesprechung fanden Freunde Heinz Levié tot in seinem Sessel, „ganz friedlich, als wäre nichts passiert“. Der letzte Polizeibericht besagt, er sei eines natürlichen Todes gestorben, Herzversagen. Die Pistole, die an seiner Seite gefunden wurde, war jedoch Anlass für Diskussionen und Spekulationen in der Pelzbranche. Er hinterließ eine Tochter.

## Bürgermeister von Nürnberg
1946 wurde Heinz Levié von der amerikanischen Militärregierung aufgrund seiner juristischen Vorkenntnisse zum Bürgermeister von Nürnberg ernannt. Diese Aufgabe nahm er bis 1948 wahr.
Als Kaufmann engagierte er sich in dieser Position besonders für Wiederaufbau und den wirtschaftlichen Aufschwung der Stadt. Er setzte sich in der Zeit größter Wohnungsnot unter anderem dafür ein, dass trotzdem auch ein Hotel gebaut wurde, damit wieder Kaufleute in die traditionelle Handelsstadt kommen konnten. Ein weiterer Schwerpunkt war der Entnazifizierung und die Versorgung der Opfer des Nationalsozialismus.

## Fränkische Pelzindustrie – Marco Pelz

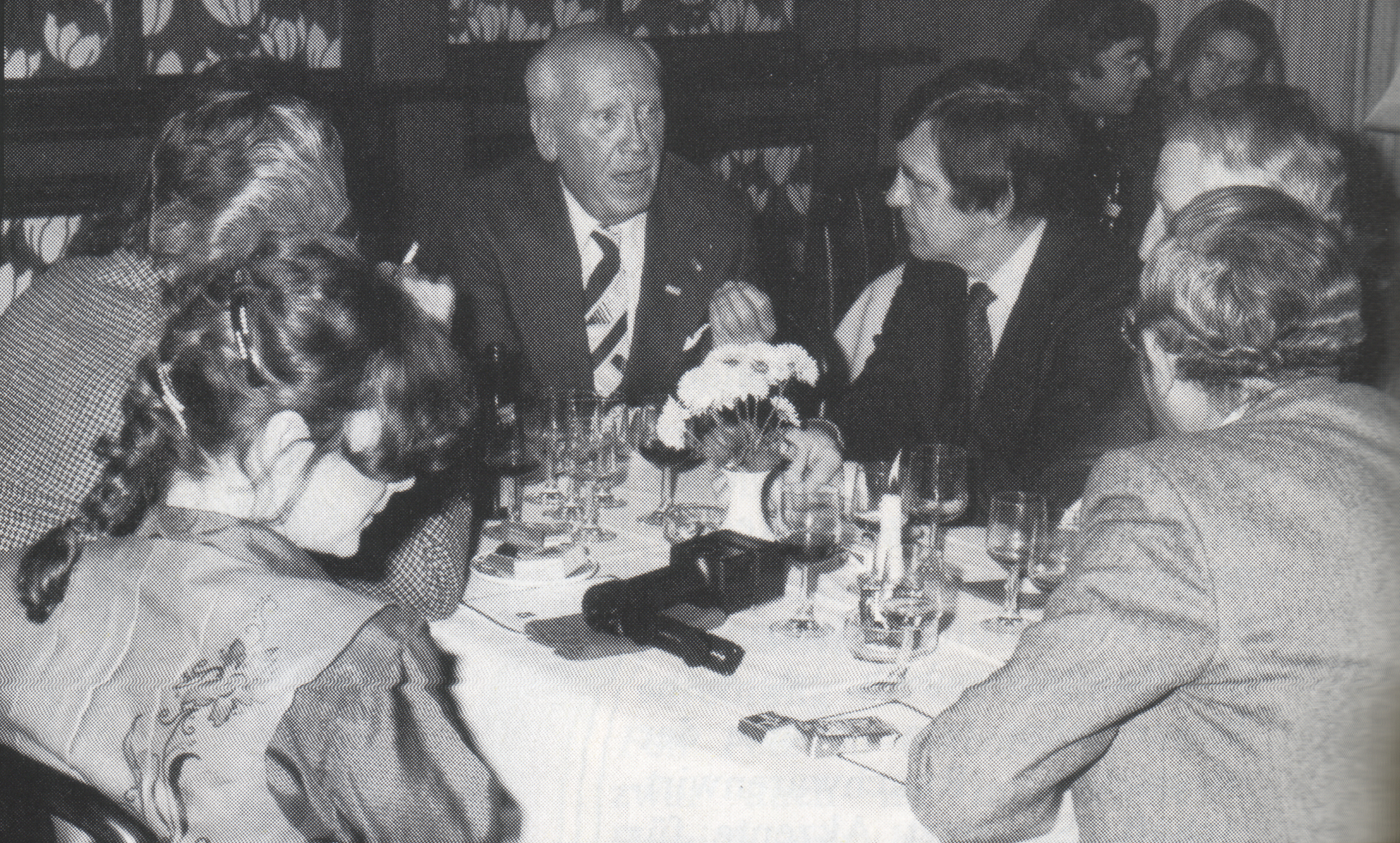
Heinz Levié (Bildmitte) bei einem Veredlertreffen. Bildunterschrift: Der Gastgeber, Dr. Levié, rief die deutschen Pelzveredler bei dieser Gelegenheit zu noch mehr Solidarität auf (1979)

1945 beteiligten sich Heinz Levié und sein Neffe Walter Kaiser an der Weiterführung des traditionsreichen Rauchwarenzurichtungs-, Veredlungs- und Handelsunternehmen Märkle und Co. gegründet von Waldemar Märkle und bis zum Ende des Zweiten Weltkriegs in Taucha bei Leipzig beheimatet. Seit der Umwandlung in eine Aktiengesellschaft gehörte auch sein Bruder, der Rauchwarenveredler Franz-Rudolph Märkle (* 1892; † 1961) zur Unternehmensführung. Am Anfang befand sich die nach dem Krieg in das westliche Deutschland übergesiedelte Firma unter dem neuen Namen Bavarian Fur im Schlossgut Chiemsee, anschließend in Langenzenn. Schließlich mietete man in Fürth Fabrikräume der damaligen Dynamit Actien Gesellschaft und benannte sich auf Anregung des damaligen Fürther Oberbürgermeisters Bornkessel, der die Gründung einer Pelzindustrie in Fürth wohlwollend unterstützte, erneut um in Fränkische Pelzindustrie Märkle & Co (Kronacher Straße 67). Die Firma expandierte rasch und musste deshalb bald wieder die Räumlichkeiten wechseln, nunmehr auf ein Gelände von 24.000 Quadratmetern in die Karolinenstraße 104–108, in der es bereits für den Betrieb benötigte Brunnen und zumindest später einen Schienenanschluss an die Bahn gab. In seiner erfolgreichsten Zeit, den 1950er bis 1970er Jahren, wurden in dem seit 1974 in Marco Pelz GmbH & Co, Pelzindustrie KG noch einmal umbenannten Unternehmen, über 1000 Mitarbeiter beschäftigt, der jährliche Umsatz betrug in Spitzenzeiten 100 Millionen DM, zuletzt angenommene 60 Millionen. In Deutschland und weltweit bestanden insgesamt 18 Zweigniederlassungen oder Vertriebsstellen, in Weißenstadt im Fichtelgebirge bestand ein Zweigwerk, für die Schweiz wurde 1964 die Marco Pelz A. G. als eigene Firma gegründet. 1970 bezeichnete sich Marco mit seiner vertikal gegliederten Struktur als das größte Pelzindustrieunternehmen der Welt. Es gab eine vom Haus Marco gegründete Siedlungsgesellschaft für Wohnungen der Werksangehörigen und eine Versorgungs- und Pensionskasse.
Der Name Marco war die Fortführung der Schutzmarke Marko (mit „k“) der Vorkriegsfirma Märkle & Co.

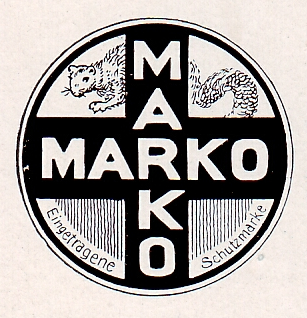
Marko-Schutzmarke der alten Firma Märkle
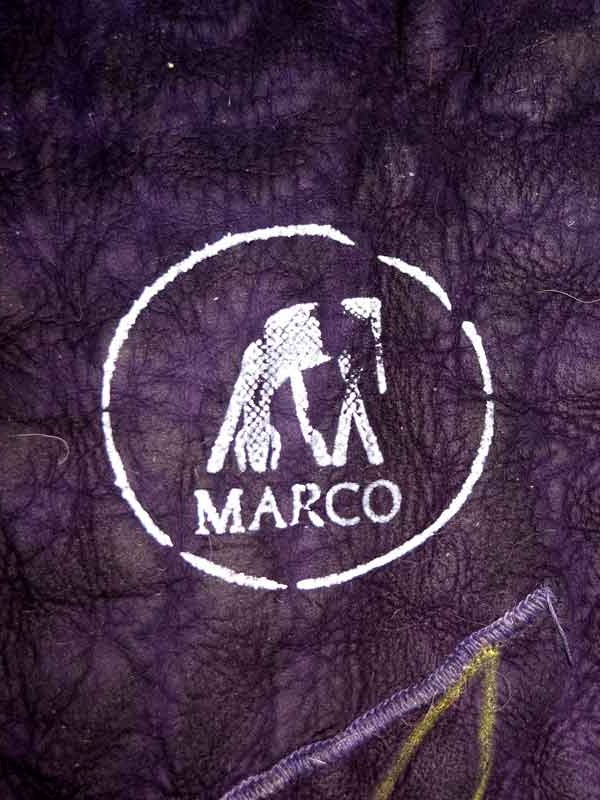
Marco-Veredler-Stempel auf der Lederseite eines Persianerfells

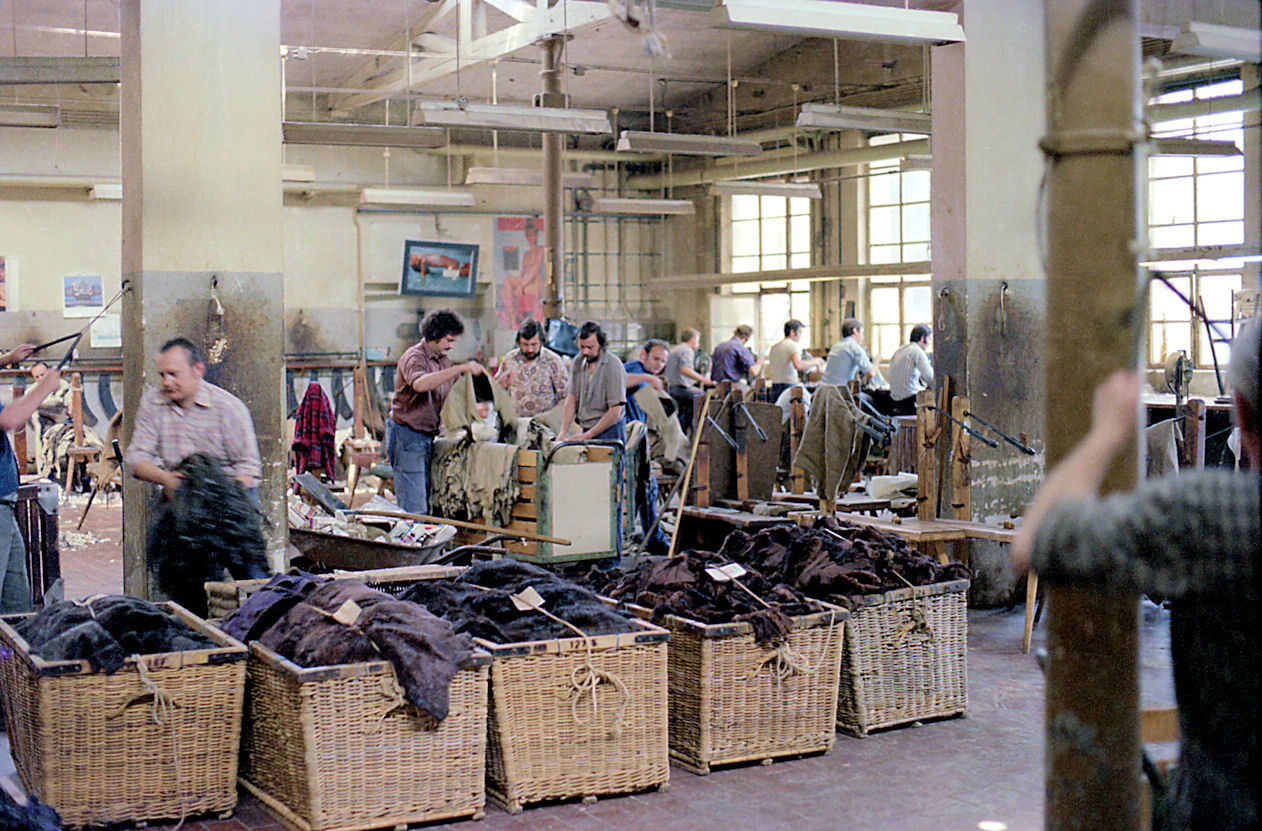
Zurichterei

Der Betrieb umfasste die Abteilungen Fellgroßhandel, Pelzveredelung und Modellwerkstätten, in denen auch für Privatkunden gearbeitet wurde. Das schon in der Vorkriegszeit überaus kreative Unternehmen war auch unter den Nachfolgern insbesondere mit seiner Pelzzurichtungs- und Veredlungssparte erfolgreich experimentierfreudig. Die Firma Marco kreierte zwei vom Markt sehr gut angenommene Farbschattierungen für Indisch-Lamm-Felle, die Farben sarok und sourire, und beförderte damit den Vorkriegsartikel Indischlamm in der Zeit der Persianermode erneut zu einem weiteren Hauptartikel der Pelzbranche. Die als neues Schwarz vorgestellte Persianerfarbe Royal Dark fand ebenfalls eine sehr große Beachtung.
Mit dem zunehmenden Wohlstand in der Bundesrepublik nahm die Nachfrage nach dem preiswerteren Lockenfell rapide ab und wandte sich dem nun für die meisten Arbeitnehmer erschwinglichen, bisherigen Statussymbol Nerz zu. Auch der Absatz des vor allem in Deutschland bis dahin beliebten Nutriapelzes war erheblich zurückgegangen. Diese Marktveränderungen dürften, zusammen mit einer nichtausreichenden und zu späten Reaktion darauf, eine der Hauptursachen für den Konkurs des zum Schluss als Marco GmbH & Co, Pelzindustrie KG firmierenden Unternehmens Ende Oktober 1983 gewesen sein. Gerade diese drei Fellarten waren, nicht zuletzt wegen der teils konkurrenzlosenen Qualität, wesentliche Artikel der Marco-Pelzzurichtung und -veredlung.
Der Veredlungsteil der Firma wurde kurz nach dem Konkurs an eine Schweizer Finanzgruppe verkauft und in Marco Pelzveredlungs-GmbH umbenannt; der durch regelmäßige Veröffentlichungen in der Pelzbranche bekannte Chefchemiker Ing. Anton Ginzel (1909–1989) wechselte trotz seines hohen Alters mit in die neue Firma. Neben dem Erhalt der Arbeitsplätze wurde als Grund für das schnelle Zustandekommen der Neugründung der bevorstehende Auktionstermin in London genannt. Zitat: „Denn Marco gilt als großer Spezialist für Persianer-Veredlung in allen möglichen Farben und -variationen und der Wegfall seiner Veredlungsmöglichkeiten hätte zweifelsohne einen negativen Einfluß auf die November-Versteigerung von Persianern in London gehabt.“ Die ausländischen Marco-Niederlassungen blieben zum Teil erhalten. Die New Yorker Filiale geriet jedoch im Zusammenhang mit dem Konkurs der Muttergesellschaft im selben Jahr ebenfalls in Zahlungsschwierigkeiten.
Im Februar 1984 teilte das Fellhandelsunternehmen Mayer & Cie., Zürich mit, dass es die Aktien der Marco Fur (Asia) Ltd., Kowloon, Hongkong von der Effectenbank Warburg übernommen hat. Zusammen mit Victor Leenders war sie Eigentümer des Unternehmens geworden. Marco Fur (Asia) Ltd. betrieb zu der Zeit dort den Verkauf von Fellen und den Export von Fertigfabrikaten nach den USA, Japan und Europa.
Im Jahr 1986 verkaufte der bisherige Firmengesellschafter, die Rominor Holding AG, Stans/Schweiz, seinen Anteil an die Kapital-Beteiligungs-Gesellschaft Ka-Be-TeG – Munk Gruppe, Bad Nauheim-Rödgen, die damit die Firmenmehrheit übernahm. Das mit umfangreichem Immobilienbesitz ausgestattete Marco-Unternehmen wurde von Fachleuten zu der Zeit auf einen Wert von 18 Millionen DM geschätzt. Es beschäftigte sich nur noch mit der Lohnveredlung von Rauchwaren. Mit einer 45-prozentigen Beteiligung an der Hongkonger Pelzveredlungsfirma Poly Furs hatte sich Marco auch wieder im Fernost-Markt etabliert. Der Auslandsumsatz insgesamt betrug 30 Prozent.
Die Fürther Nachfolgefirma stellte, ebenfalls nach einem Konkurs, 1989 endgültig den Betrieb ein.

## Lyrik
Die Fränkische Pelzindustrie war in der Branche 1965 so bedeutend, dass der Kürschnermeister Adolf Nagel, Inhaber eines exklusiven Düsseldorfer Pelzgeschäfts, sie rühmend in seinem Lyrikband „Plaudereien um Pelz“ in eines seiner Gedichte aufnahm. Das Werk trägt die äußerst branchenbezogene Überschrift „Halbpersianer“, die letzte Strophe lautet:

„Doch was wär daraus geworden

hätt' Veredelung gefehlt?

Diese öffnete die Pforten

einer bunten schönen Welt!

Pionierrang hier gebührt

unsrer „FRÄNKISCHEN“ in Fürth!“